# Бандусяк Дмитро
Дмитро Михайлович Бандусяк (псевдо: «Лопата») (25 серпня 1919, с. Ясіня, нині Рахівський район, Закарпатська область — поч. 1946, с. Присліп, Міжгірський район, Закарпатська область) — окружний провідник ОУН Закарпаття у 1944—1946.

## Життєпис
Народився 25 серпня 1919 в селі Ясіня (нині Рахівського району Закарпатської області, Україна) у сім'ї Михайла та Марії (з дому Климпуш).
Навчався у Мукачівській торговельній академії, був членом Пласту.
У 1939 вояк «Карпатської Січі», зумів після окупації Закарпаття угорською армією перебратись за кордон до Словаччини.

### Співзасновник ОУН в Карпатській Україні
Наприкінці 1939 знову повертається до Закарпаття та відновлює зв'язок із членами ОУН, які залишились в Україні. 1 січня 1940 рік в селі Великі Лучки на Мукачівщині була зібрана нова крайова екзекутива. Дмитро Бандусяк став організаційним референтом, Михайло Орос підреферентом юнацтва, Василь Потушняк референтом пропаганди (згодом пост перейняв Степан Пап), а Іван Романець референт по ідеології. Членами крайового проводу також були обрані Михайло Габовда та Михайло Кіштулинець. Крайовим провідником став Андрій Цуга.

### У боротьбі проти угорських окупантів
15 березня 1941 року в річницю окупації Угорщиною Закарпаття зірвано над Хустським замком угорський державний прапор і на його місці встановлено український синьо-жовтий стяг. Водночас на місці боїв з угорською армією був встановлений дубовий хрест із табличкою з надписом «Борцям за волю України». Організаторами заходу були Дмитро Бандусяк та Іван Романець, а виконавцями — Павло Кришка, Михайло Човгань, Андрій Шевера та Василь Обручар. Прапор виготовила Марія Бісун, випускниця Мукачівської торговельної академії.
У 1942 заарештований угорською поліцією, перебував в ув'язненні із сотнями патріотів у замку Ковнера в Мукачево, засуджений на 12 років у рамках ковнерівського процесу. Звільнений у 1944 після перевороту Ференца Салаші разом із Андрієм Цугою.

### В УПА
Після повернення Бандусяка в Хусті було створено тимчасовий провід, у якому він перебирає посаду окружного провідника ОУН Закарпаття. Згодом його відряджено до Галичини шукати зв'язку. Бандусяк прийшов з Галичини з представником проводу, який ознайомив актив із ситуацією, яка виникла в організації і в УПА. Було проведено два вишколи, один в лісі за Вишковом, а другий у лісі біля села Колодне.
Загинув на початку 1946 у бою біля села Присліп Міжгірського району, оточений відділом НКВД.